# Alfa-Beta Vassilopoulos
 (janvier 2018).
Si vous disposez d'ouvrages ou d'articles de référence ou si vous connaissez des sites web de qualité traitant du thème abordé ici, merci de compléter l'article en donnant les références utiles à sa vérifiabilité et en les liant à la section « Notes et références ».
Alfa-Beta Vassilopoulos (grec moderne : Άλφα Βήτα Βασιλόπουλος / Álfa Víta Vasilópoulos) est une chaîne de magasins grecs comprenant 286 magasins en 2015.
Cette chaîne a été créée en 1939 par les frères Vassilopoulos et rachetée en 1994 par le groupe belge Delhaize.
En 2020, Alfa-Beta Vassilopoulos constitue le deuxième groupe de supermarchés en Grèce quant au chiffre d'affaires, derrière Sklavenítis.